# Peter Lontzek
Peter Lontzek (* 5. Juni 1980 in Olpe) ist ein deutscher Schauspieler, Synchronsprecher sowie Hörspiel- und Hörbuchsprecher.

## Biografie
Peter Lontzek studierte von 2003 bis 2006 Schauspiel an der Schauspielschule Charlottenburg in Berlin. Während seiner Schauspielausbildung wirkte er in einigen Theaterstücken mit. Lontzek ist hauptsächlich als Synchronsprecher und für den Südwestdeutschen Rundfunk als Station-Voice beim Radiosender SWR 2 tätig, außerdem war er Sprecher der Politik-Talkshow 2+Leif des SWR Fernsehens.

## Schauspielkarriere
Fernsehen
- 2006: Der Kriminalist (LKA-Beamter)
- 2008: Die Rosenheim-Cops – Der süße Tod

Theater
- Nora – ein Puppenheim (Helmer)
- Ein Sommernachtstraum (Lysander)
- Miss Sara Sampson (Mellefort)
- Schlafzimmergäste (Nick)
- Diener zweier Herren (Silvio)
- Die Fliegen (Orest)
- Anna Christie (Matt)
- Die Jungfrau von Orleans (Burgund)

## Synchronisation (Auswahl)

### Tom Hiddleston
- 2011: Thor als Loki
- 2012: Marvel’s The Avengers als Loki
- 2013: Thor – The Dark Kingdom als Loki
- 2015: Crimson Peak als Sir Thomas Sharpe
- 2015: I Saw the Light als Hank Williams
- 2015: High-Rise als Dr. Robert Laing
- 2016: The Night Manager (Fernsehserie) als Jonathan Pine
- 2017: Kong: Skull Island als Capt. James Conrad
- 2017: Thor: Tag der Entscheidung als Loki
- 2018: Avengers: Infinity War als Loki
- 2019: Avengers: Endgame als Loki
- 2021, 2023: Loki (Fernsehserie) als Loki
- 2021, 2023: What If…? (Fernsehserie) als Loki
- 2023: Ant-Man and the Wasp: Quantumania als Loki

### Filme
- 2007: Outlaw – Danny Dyer als Gene Dekker
- 2008: Wiedersehen mit Brideshead – Joseph Beattie als Antony Blanche
- 2009: X-Men Origins: Wolverine – Septimus Caton als Barkeeper
- 2010: Die Fahne der Freiheit – Andrea Bosca als Angelo (jung)
- 2011: Age of Heroes – Danny Dyer als Cpl. Bob Rains
- 2011: Lachsfischen im Jemen – Tom Mison als Captain Robert Mayers
- 2012: No One Lives – Keiner überlebt! – Luke Evans als Driver
- 2013: Ame & Yuki – Die Wolfskinder – Takao Ōsawa als Wolfsmann
- 2013: Die Bangkok Verschwörung (A Stranger in Paradise) – Colin Egglesfield als Josh
- 2013: Taffe Mädels – Joey McIntyre als Peter Mullins
- 2014: Supremacy – Mahershala Ali als Deputy Rivers
- 2014: 12 Years a Slave – Chris Chalk als Clemens
- 2014: Transformers: Ära des Untergangs – James Bachman als Gill Wembley
- 2015: Zorniges Land – Noah Wyle als Leonard
- 2016: Die Weihnachtsstory – Darcey Johnson als Charly
- 2016: The Boy – Rupert Evans als Malcolm
- 2017: Blade Runner 2049 – Wood Harris als Nandez
- 2019: Shazam! – D. J. Cotrona als Pedro Shazam
- 2020: Bad Boys for Life – Rory Markham als Booker Grassie
- 2020: Honest Thief – Jeffrey Donovan als Sean Meyers
- Seit 2020: Jujutsu Kaisen – Takahiro Sumi als Iguchi

### Serien
- 2002–2009: Monk – Jay Malone als Officer Russell DiMarco (Folge: Mr. Monks Freude endet am Schreibtisch)
- 2007: Doctor Who – Tom Ellis als Tom Milligan
- 2009: Zombie-Loan – Takahiro Sakurai als Shito Tachibana
- 2009: Dragon Girls – Hajime Iijima als Gakushu
- 2010: Ghost Whisperer – Stimmen aus dem Jenseits – Chris Dougherty als Mechaniker Ben
- 2010: Mobile Suit Gundam 00 – Shin’ichirō Miki als Lockon Stratos
- 2010: Rabbit Fall – Finstere Geheimnisse – Kevin Jubinville als Bob Venton
- 2010: The Pacific – Jacob Pitts als PFC Bill „Hoosier“ Smith
- 2010–2012: Flashpoint – Das Spezialkommando – Mark Taylor als Lewis Young
- 2010–2017: Good Wife – Josh Charles als Will Gardner
- 2011–2012: Life Unexpected – Plötzlich Familie – Kristoffer Polaha als Nate Bazile
- 2012: The Fades – Tom Ellis als Mark
- 2012: The Prisoner – Der Gefangene – James Caviezel als 6
- 2012: Common Law – Yohance Myles als Clyde
- 2012: Camelot – Philip Winchester als Leontes
- 2012–2014, 2016: Shameless – Tyler Jacob Moore als Tony Markovich
- 2012–2016: Veep – Die Vizepräsidentin – Timothy Simons als Jonah Ryan
- 2012–2014: Die Legende von Korra – Jason H. Katz als Ring-Sprecher
- 2012–2016: Austin & Ally – Richard Whiten als Jimmy Starr
- 2013: The White Queen – Tom McKay als Jasper Tudor
- 2013–2014: Revenge – Barry Sloane als Aiden Mathis
- 2013–2014: Homeland – Diego Klattenhoff als Mike Faber
- 2013–2014: The Client List – Brian Hallisay als Kyle Parks
- 2013–2014: Hell on Wheels – Eddie Spears als Joseph Black Moon
- 2013–2014: The Bridge – America – Thomas M. Wright als Steven Linder
- 2013–2015: Under the Dome – Eddie Cahill als Sam Verdreaux
- 2013–2015: Teen Wolf – Sinqua Walls als Vernon Boyd
- 2013–2015: Rectify – Aden Young als Daniel Holden
- 2013–2016: Willkommen in Gravity Falls – Carl Faruolo als Grenda
- 2013–2016: House of Cards – Mahershala Ali als Remy Danton
- 2013–2016: Masters of Sex – Josh Charles als Dr. Dan Logan
- 2013–2017: Saving Hope – Benjamin Ayres als Dr. Zachary Miller
- 2014: Die Bibel – Darwin Shaw als Simon Petrus
- 2014–2018: Hit the Floor – Dean Cain als Pete Davenport
- 2015: The Comeback – Robert Bagnell als Tom Peterman
- 2015: Father Brown – Tom Chambers als Inspector Sullivan
- 2015: Forever – Donnie Keshawarz als Detective Hanson
- 2015–2018: The Last Ship – Bren Foster als SCPO Wolf Taylor
- 2015–2021: F Is for Family – Sam Rockwell als Victor „Vic“ Reynolds
- 2016: Pretty Little Liars – Travis Winfrey als Lorenzo Calderon
- 2016–2023: Billions – Toby Leonard Moore als Bryan Connerty
- 2016–2018: Justice League Action – Jason J. Lewis als Superman
- seit 2017: S.W.A.T. – Jj Dashnaw als Ozzy (Folge: Schachmatt)
- 2017–2019: Hunter x Hunter – Wataru Hatano als Shaiapouf
- 2021: JoJo’s Bizarre Adventure: Battle Tendency als Kars
- 2022–2024: Navy CIS: Hawaiʻi – Mark Gessner als Neil Pike
- Seit 2024: Fairy Tail: 100 Years Quest – Hiroki Yasumoto als Elfman Strauss

### Videospiele
- 2024: Star Wars Outlaws – Eric Johnson als Jaylen Vrax

## Hörbücher und Hörspiele (Auswahl)
Lontzek ist im Lauf seiner Karriere bereits für mehrere Verlage tätig gewesen, so etwa für Random House Audio, Argon Verlag, Lübbe Audio, Hörbuch Hamburg & Audible.
- 2011: Markus Bennemann – Phantom – Gefahr aus der Tiefe
- 2012: Alexander Broicher – Fakebook
- 2012: Dustin Thomason – Virus
- 2012: Steve Hamilton – Der Mann aus dem Safe
- 2013: Barry Eisler – Der Khmer-Job: Eine Kurzgeschichte mit Dox
- 2013: Barry Eisler – Die Einheit: Ein Tokio-Killer Auftrag
- 2013: E.T.A. Hoffmann – Die Elixiere des Teufels
- 2013: Jodi Picoult – Und dennoch ist es Liebe (mit Tanja Geke)
- 2013: Jonas Winner – Berlin Gothic
- 2013: Ka Hancock – Tanz auf Glas
- 2013: Kurd Laßwitz – Auf zwei Planeten
- 2013: Mark Allen Smith – Der Experte
- 2013: Peter Heller – Das Ende der Sterne wie Big Hig sie kannte
- 2013: Uwe Voehl – Necroversum: Der Friedhof (Horror Factory 15)
- 2013: Uwe Voehl – Necroversum: Der Riss (Horror Factory 5)
- 2014: Broadchurch – Der Mörder unter uns (Roman von Chris Chibnall zur ersten Staffel seiner Erfolgsserie)
- 2014: David Baldacci – Der Killer (Will Robie 1)
- 2014: David Baldacci – Der Komplize
- 2014: David Pirie – Die Augen der Heather Grace (Aus den dunklen Anfängen von Sherlock Holmes 1)
- 2014: Frank Uhlmann – Brennen sollst du
- 2014: Georg Engel – Claus Störtebecker
- 2014: Julien Assange, Jacob Applebaum, Andy Müller-Maguhn – Cypherpunks: Unsere Freiheit und die Zukunft des Internets
- 2014: Rolf Dieckmann – Das Geheimnis der Totenstadt
- 2014: Stephen L. Jones – Der Bann
- 2015: David Baldacci – Verfolgt (Will Robie 2)
- 2015: David Pirie – Die Zeichen der Furcht (Aus den dunklen Anfängen des Sherlock Holmes 2)
- 2015: David Pirie – Die Hexe von Dunwich (Aus den dunklen Anfängen des Sherlock Holmes 3)
- 2015: Oliver Schütte – Die rote Burg (Metropolis Berlin)
- 2015: William R. Forstchen – Der Sternenturm
- 2015: William R. Forstchen – One Second After: Die Welt ohne Strom
- 2016: Adrian McKinty – Der katholische Bulle (Sean Duffy 1)
- 2016: Andreas Kollender – Kolbe
- 2016: Antonia Hodgson – Das Teufelsloch (Tom Hawkins 1)
- 2016: Antonia Hodgson – Der Galgenvogel (Tom Hawkins 2)
- 2016: Arne Dahl – Sieben minus eins (Berger und Blom 1)
- 2016: David Baldacci – Im Auge des Todes (Will Robie 3)
- 2016: Richard Montanari – Mord am Heiligen Abend: Eine Kevin-Byrne-Kurzgeschichte
- 2016: Susanna Clarke – Jonathan Strange & Mr. Norrell
- 2016: Sven Hüsken – Papa
- 2016: Wes Andrews – Höllenflug nach Heaven’s Gate (Frontiersmen 1)
- 2016: Wes Andrews – Blutfehde auf Alvarado (Frontiersmen 2)
- 2016: Wolfgang Hohlbein – Der Hammer der Götter
- 2016: Wolfgang Hohlbein – Der Orkling
- 2017: Adrian McKinty – Die Sirenen von Belfast (Sean Duffy 2)
- 2017: Adrian McKinty – Die verlorenen Schwestern (Sean Duffy 3)
- 2017: Adrian McKinty – Gun Street Girl (Sean Duffy 4)
- 2017: Adrian McKinty – Rain Dogs (Sean Duffy 5)
- 2017: Antonia Hodgson – Das Sündenhaus (Tom Hawkins 3)
- 2017: Arne Dahl – Sechs mal zwei (Berger und Blom 2)
- 2017: Claus Brenner – Der Käfersammler (Die schwarze Serie 8)
- 2017: David Baldacci – Falsche Wahrheit (Will Robie 4)
- 2017: Dirk Schröder – Riskante Sehnsucht
- 2017 Jen Williams – Der Geist der Zitadelle (Von Göttern und Drachen 1)
- 2017: Jen Williams – Die Geschwister des Nebels (Von Göttern und Drachen 2)
- 2017: Jen Williams – Der Prinz der Schmerzen (Von Göttern und Drachen 3)
- 2017: Markus Duschek – One Night Stands (Die größten Fälle von Scotland Yard)
- 2017: Matthew FitzSimmons – The Short Drop: Ein bitterer Tod
- 2017: Mitchell Hogan – Die Feuer von Anasoma (The Sorcery Ascendant Sequence 1)
- 2017: Steve Hamilton – Das zweite Leben des Nick Mason (Nick Mason 1)
- 2017: V. E. Schwab – Vier Farben der Magie (Weltenwanderer-Trilogie 1)
- 2017: V. E. Schwab – Die Verzauberung der Schatten (Weltenwanderer-Trilogie 2)
- 2018: Adrian McKinty – Dirty Cops (Sean Duffy 6)
- 2018: Adrian Selby – Schwarzer Sold
- 2018: Daniel Cole – Hangman: Das Spiel des Mörders (Ein New-Scotland-Yard-Thriller 2)
- 2018: Haroon Gordon – Palast aus Staub und Sand
- 2018: Jen Williams – Die Klinge aus Asche (Von Göttern und Drachen 4)
- 2018: Peter May – Coffin Road
- 2018: Ray Celestin – Höllenjazz in New Orleans (City-Blues-Quartett 1)
- 2018: Steve Hamilton – Drei Zeugen zu viel (Nick Mason 2)
- 2019: Baymax – Robowabohu in Serie: Riesige Rückkehr 1 & 2. Das Original-Hörspiel zur TV-Serie, Kiddinx
- 2023: Katrine Engberg – Glutspur (Liv-Jensen-Reihe 1), Hörbuch Hamburg, ISBN 978-3-8449-3584-4
- 2024: Arne Dahl – Stummer Schrei (Eva Nyman ermittelt 1), Hörbuch Hamburg & BookBeat
- 2025: Marc Raabe – Die Nacht (Art Mayer – Band 3), Hörbuch Hamburg, ISBN 978-3-8449-4116-6